# Ptòlic d'Egina
Ptòlic d'Egina (grec antic: Πτόλιχος, llatí: Ptolichus) va ser un escultor grec natural de l'illa d'Egina.
Era el fill i el deixeble de Sinnoont, i va viure entre les Olimpíades 75 i la 82 (és a dir, entre el 460 aC i 448 aC). Va esculpir, que se sàpiga, dues estàtues de guanyadors olímpics: Teognet d'Egina i Epicradi de Mantinea, descrites per Pausànias (Descripció de Grècia VI, 9,1; 10,2).